# سم آدکوگبی
سم آدکوگبی (انگلیسی: Sam Adekugbe؛ زادهٔ ۱۶ ژانویهٔ ۱۹۹۵) بازیکن فوتبال اهل کانادا است که به عنوان مدافع چپ برای تیم ونکوور وایت‌کپس در لیگ برتر بازی می‌کند.
وی همچنین در تیم‌های ملی پایه و تیم ملی فوتبال کانادا بازی کرده‌است.